# Bataille de Chemillé (13 mars 1793)
Pour les articles homonymes, voir Bataille de Chemillé.
Guerre de Vendée
Batailles
La bataille de Chemillé se déroule le 13 mars 1793 lors de la guerre de Vendée.

## Prélude
Après leur victoire rapide à Jallais, les insurgés du Pin-en-Mauges et de La Poitevinière menés par Jacques Cathelineau et Jean Perdriau décident d'attaquer aussitôt Chemillé, située à 7 kilomètres à l'est. De nombreux paysans rejoignent les révoltés et la troupe grossit considérablement. Lorsqu'elle arrive à Chemillé, elle compte entre 1 000 à 4 000 hommes armés de bâtons, de faux et pour quelques-uns de fusils de chasse. Chemillé ne dispose pour sa défense que de 64 gardes nationaux, commandés par le capitaine Poirier, avec trois couleuvrines,.

## Déroulement
Les insurgés arrivent devant Chemillé en chantant le Vexilla Regis et en poussant devant eux six patriotes liés deux par deux comme boucliers humains, dont le prêtre constitutionnel Gasneau et le juge de paix Lemonnier. Les républicains se rangent quant à eux en ordre de bataille à l'ouest du bourg, positionnés derrière une petite rivière : l'Hyrôme. Des pourparlers sont engagés : les gardes nationaux sont sommés de rendre leurs armes, mais les discussions échouent. Les républicains ouvrent le feu avec leurs couleuvrines et les insurgés font de même avec leur canon capturé à Jallais. Les paysans passent alors à l'attaque et tentent d'envelopper les républicains. Un groupe mené par Cathelineau et Perdriau s'empare des pièces d'artillerie, puis les retourne contre les républicains avec l'aide d'un nommé Bruneau, dit « Six-Sous », ancien artilleur de Marine. Cathelineau est blessé à la tête lors du combat. Une nouvelle troupe de 200 à 300 insurgés de La Tourlandry et de La Salle-de-Vihiers, avec parmi eux l'abbé Barbotin, entre ensuite dans le bourg de Chemillé par l'est et prend les patriotes à revers. Après une heure de combat, Chemillé est entièrement aux mains des insurgés. Les républicains sont faits prisonniers ou s'enfuient.

## Pertes
Capturé à Chalonnes-sur-Loire, Joseph Cathelineau, frère de Jacques Cathelineau, déclare lors de son interrogatoire le 27 mars devant la commission militaire à Angers, que dix patriotes environ ont été tués par les insurgés lors de la prise de Chemillé. Selon Célestin Port, une dizaine de patriotes sont tués et 70 à 80 autres sont capturés, certains dans leurs maisons ou dans les environs de Chemillé, et enfermés dans l'église Notre-Dame. Pour Émile Gabory, le quart des défenseurs est resté sur le terrain.

## Suites
Le lendemain du combat, les insurgés assistent à une messe célébrée par l'abbé Barbotin dans le cimetière de l'église Notre-Dame, puis ils se remettent en marche pour attaquer Cholet.
Le 24 mars, les insurgés constituent un Conseil de paroisse rassemblant les quatre paroisses de Chemillé, Saint-Pierre-Melay et Saint-Georges-du-Puy-de-la-Garde pour administrer la région.